# شورای بین‌المللی زنان

کشورهایی که به رنگ بنفش مشخص شده‌اند دارای سازمان‌های محلی وابسته به شورای بین‌المللی زنان هستند..

شورای بین‌المللی زنان (انگلیسی: International Council of Women) که با کوته نوشت (ICW) نیز شناخته می‌شود یک سازمان بین‌المللی متشکل از زنان است. دامنه فعالیت این سازمان از مرزهای ملی فراتر رفته و هدف سازمان دفاع از حقوق بشر و به ویژه بانوان است.
در ماه مارس و آوریل سال ۱۸۸۸ م، رهبران زن از ۵۳ تشکیلات مختلف حمایت از حقوق زنان در واشینگتن، دی.سی. گرد هم آمدند و به صورت مشترک، شورای بین‌المللی زنان را بنیاد نهادند. در مراسم تأسیس سازمان ۸۰ سخنران از ۹ کشور کانادا، ایالات متحده، ایرلند، هند، بریتانیا، فنلاند، دانمارک، فرانسه و نروژ شرکت فعال داشتند. شرکت کنندگان نمایندگان سازمان‌های حرفه ای، اتحادیه‌های کارگری، گروه‌های هنری و انجمن‌های خیره بودند. بدین طریق سازمانهای ملی دفاع از حقوق زنان در زیر چتر شورای بین‌المللی زنان می‌توانند فعالیت خود را به سطح بین‌المللی ارتقاء دهند. شورای بین‌المللی زنان دارای جایگاه مشورتی در سازمان ملل متحد،
شورای اقتصادی و اجتماعی سازمان ملل متحد، یونسکو و یونیسف است.

## مهرانگیز دولتشاهی
شورای بین‌المللی زنان از بدو تأسیس در سال ۱۸۸۸م، تا به امروز تحت ریاست بانوانی از کشورهای مختلفی اداره شده‌است. اولین رئیس شورا تا سال ۱۸۹۳م، زنی اهل اسکاتلند بود. در سال‌های بعدی ریاست این شورا بر عهده زنان دیگری از کشورهای دیگر بوده و از جمله در سال ۱۹۷۳م، خانم مهرانگیز دولتشاهی از کشور ایران به عنوان هشتمین رئیس شورای بین‌المللی زنان برگزیده شد و تا سال ۱۹۷۶م، که این سمت به خانمی از اهالی تایلند واگذار شد، در مقام خود باقی بود.